# 黄耳鹦哥
，又名黃耳錐尾鸚鵡，是美洲熱帶的一種易危鸚鵡。牠們是哥倫比亞安地斯山脈的特有種，偏好於蠟棕櫚。

## 特徵
黃耳長尾鸚鵡長42-46厘米，重約285克。牠們的上身呈鮮綠色，眼圈黑色。頭部兩側有黃色的羽毛，故得此名。牠們是一夫一妻制的，主要吃蠟棕櫚的果實。

## 分佈及棲息地
黃耳長尾鸚鵡棲息在哥倫比亞哥地耶拉西部及中央，因當地植有蠟棕櫚作為食物及築巢的地方。不過，由於蠟棕櫚被過份砍伐，失去棲息地的牠們亦大幅下降近90%，於1999年就只餘下81隻。

植有蠟棕櫚的山谷全境。

黃耳長尾鸚鵡棲息在海拔1800-3000米的雲林，會在空心的蠟棕櫚樹中離地25-30米的位置築巢。

## 保育
黃耳長尾鸚鵡被世界自然保護聯盟列為極危，且受到《瀕危野生動植物種國際貿易公約》附錄一的保護。一連串的保育計劃，令牠們的數量回升至超過600隻。

## 外部連結
- BirdLife Species Factsheet （页面存档备份，存于）
- Internet Bird Collection
- oiseaux.net：黃耳長尾鸚鵡的相片 （页面存档备份，存于）
- oiseaux.net：黃耳長尾鸚鵡的介紹 （页面存档备份，存于）